# 593
| 593                |
| ------------------ |
| Dødsfald - Fødsler |
|                    |

| Gregoriansk kalender | 593 DXCIII              |
| Ab urbe condita      | 1346                    |
| Armensk kalender     | 42 ԹՎ ԽԲ                |
| Kinesiske kalender   | 3289 – 3290 壬子 – 癸丑 |
| Etiopisk kalender    | 585 – 586               |
| Jødisk kalender      | 4353 – 4354             |
| Hindukalendere       |                         |
| - Vikram Samvat      | 648 – 649               |
| - Shaka Samvat       | 515 – 516               |
| - Kali Yuga          | 3694 – 3695             |
| Iransk kalender      | 29 BP – 28 BP           |
| Islamisk kalender    | 30 BH – 29 BH           |

Se også 593 (tal)